# Matteo Martino
Matteo Martino (ur. 28 stycznia 1987 w Alessandrii) – włoski siatkarz, reprezentant Włoch, grający na pozycji przyjmującego. Występował na Igrzyskach Olimpijskich w Pekinie, gdzie z reprezentacją Włoch zajął 4. miejsce. Od stycznia 2017 roku jest zawodnikiem chińskiego klubu Guangdong Shenzhen Volleyball.

## Sukcesy klubowe
Puchar Włoch:
- 2006, 2009

Mistrzostwo Włoch:
- 2006, 2009, 2011

Superpuchar Włoch:
- 2008

Puchar Challenge:
- 2011

Mistrzostwo Polski:
- 2013

## Nagrody klubowe
Mistrzostwa Europy Kadetów:
- 2005

Mistrzostwa Świata Kadetów:
- 2005

Mistrzostwa Europy Juniorów:
- 2006

## Nagrody indywidualne
- 2007 - Najlepszy punktujący, przyjmujący i atakujący Mistrzostw Świata Juniorów